# Посвячений
«Посвячений» (англ. The Giver, дослівно «Дарувальник») — американський соціально-фантастичний антиутопічний фільм 2014 року режисера Філліпа Нойса, екранізація роману Лоїс Лоурі «Хранитель», що вийшов 1993 року. Головні ролі виконували Джефф Бріджес, Брентон Твейтс, Одея Раш, Меріл Стріп, Александр Скашгорд, Кеті Голмс, Кемерон Монеган, Тейлор Свіфт та Емма Тремблей.
Світова прем'єра відбулася 11 серпня 2014 року. Фільм вийшов у кінотеатрах США 15 серпня 2014 року. Прокат в Україні з 28 серпня 2014.

## Сюжет
Екранізація утопічного роману письменниці Лоїс Лоурі. Фільм розповідає про футуристичний світ, де люди позбулися не лише вічних проблем — хвороб і злочинності, соціальної та расової ворожнечі, а й від звичайних, простих задоволень, емоцій, а заодно і від любові. В ідеальному світі майбутнього без конфліктів, расизму і хвороб, у кожного члена суспільства є спеціально відведена йому роль. Це просунута цивілізація, у якій немає війн і насильства. Все навколо одноманітно і сіро, оскільки усім навколо до цього байдуже.
Але існує людина, якого називають Хранителем, він один є Хранителем вічної пам'яті, яку він може передати лише своєму наступнику. Підлітка Джонаса правляча Рада призначає наступним Хранителем пам'яті, яку він має отримати від теперішнього Хранителя. В процесі навчання Джонас за допомогою мудрого наставника починає осягати всю складність людських почуттів і емоцій, поступово усвідомлюючи, яку високу ціну потрібно платити за те, щоб жити по-справжньому повноцінним життям.
Після навчання у свого наставника головний герой стає здатним контролювати пам'ять людей. Знаючи справжній стан справ у суспільстві, Джонас наважується змінити його. Він хоче запропонувати людям життя зі справжнім правом вибору.

## В ролях
| Актор                                 | Роль               |
| ------------------------------------- | ------------------ |
| Брентон Твейтс                        | Джонас             |
| Одея Раш                              | Фіона              |
| Джефф Бріджес                         | Хранитель          |
| Кеті Голмс                            | мати Джонаса       |
| Александр Скарсгорд                   | батько Джонаса     |
| Меріл Стріп                           | Головна Старійшина |
| Кемерон Монеген                       | Ашер               |
| Тейлор Свіфт                          | Розмарі            |
| Емма Тремблі                          | Лілі               |
| Александер Джиллінгс Джеймс Джиллінгс | Габріель           |

## Виробництво

### Сценарій
Джефф Бріджес спочатку хотів зняти фільм у середині 1990-х, а сценарій був написаний ще у 1998 році.
Якщо врахувати кількість житлових кластерів і приблизну кількість мешканців у кожному будинку, загальна чисельність поселення у фільмі становить приблизно 20 000 особин. Мінімальна кількість людей, необхідних для підтримки генетично різноманітного і здорового населення, становить приблизно 4200 людей, що робить маленьку цивілізацію у фільмі цілком життєздатною з наукової точки зору.
П'ять правил, які регулюють життя ініціаторів пам'яті: 
1. Після тренування повертатися негайно до свого помешкання.
2. Ви відтепер звільнені від усіх правил, що регулюють грубість. Ви можете ставити будь-яке запитання.
3. Окрім щоденних ін'єкцій, ви можете не приймати інших лікарських засобів — особливо препарати проти болю.
4. Ви ні з ким не можете обговорювати свою підготовку.
5. Ви можете брехати.

### Зйомки
Різні перепони поставили під загрозу виробництво фільму, в тому числі, коли Warner Bros. купила права в 2007 році. Пізніше вони опинилися у компаній The Weinstein Company і Walden Media. Знімання фільму розпочали в жовтні 2013 року в Кейптауні та Йоганнесбурзі. Знімання закінчили в лютому 2014 року в штаті Юта (США). 
Нельсон Мандела загинув під час знімання фільму в Південній Африці, тому його образ використовується у фільмі, як «пам’ять».
Меріл Стріп знялася в деяких сценах в Англії під час перерв у зніманні в іншому проєкті — «Чим далі в ліс» (2014).
Під час знімання Брентону Твейтсу було 24 роки. Це рівно вдвічі більше, ніж вік його літературного персонажа в оригінальному романі. Кеті Голмс грає матір Брентона Твейтса, хоча вона лише на десять років його старше. Проте це цілком відповідає історії, оскільки сім'ї в цьому майбутньому створюються державою, вони не є біологічно пов'язані.
Попри їхню спільну роботу десятиліттями в десятках гучних фільмів, це перший фільм, в якому Джефф Бріджес та Меріл Стріп співпрацюють. Також попри велику роль у фільмі роль головного старійшини у виконанні Меріл Стріп не є помітною в романі.

### Кастинг
Співачці Тейлор Свіфт запропонували роль Розмарі через тиждень після концерту в Лос-Анджелесі, під час якого вона абсолютно не знала, що виробники фільму є серед глядачів.
Однією з головних причин, чому Александр Скашгорд підписався на участь у фільмі, є робота з Меріл Стріп. Тільки на знімальному майданчику він дізнався, що її роль — це голограма, тому вона зніматиме свої сцени в іншому місці. Діанна Агрон, як повідомляється, проходила прослуховування для цього фільму.

### Реліз
Фільм вийшов через 21 рік після дебюту початкового роману історії.
Джефф Бріджес дізнався, що його товариш і колега-актор Робін Вільямс покінчив життя самогубством в ту ж ніч, коли відбулася прем'єра фільму. Очевидно, що Брідж намагався приховати свій біль і завадити собі плакати під час інтерв'ю на червоній доріжці. Обидва чоловіки брали участь у головних ролях у х/ф «Король-рибалка» (1991).

### Відмінності від роману
В оригінальному романі Джонасу та його друзям 12 років, проте для фільму вони «постаріли» на шість років..
Фільм, хоча іноді і точний, проте в жодному разі не копіює послідовність подій у романі.

### Алюзії
Щоб представити безбарвне суспільство, в якому живе Джонас, фільм починається чорно-білим. Потім поступово він переходить у колір, щоб представити здатність головного героя бачити колір, і повільно повертається у чорно-біле..

## Сприйняття

### Касові збори
Фільм заробив $45,1 млн у Північній Америці та $21,9 млн за кордоном на загальну суму $67 млн. Фільм заробив у день відкриття $4,7 млн. У вихідні фільм зібрав $12,3 млн, посівши 5 місце в прокаті.

### Критика
На Rotten Tomatoes фільм має оцінку 35% на основі 160 оглядів із середньою оцінкою 5,3/10. На Metacritic фільм отримав підтримку 47 балів зі 100 на основі 33 критиків, що свідчить про «змішані або середні відгуки».

### Нагороди
Фільм отримав 6 номінацій і здобув 3 нагороди.
| Нагорода                                          | Категорія                                                                    | Номінація        | Результат |
| ------------------------------------------------- | ---------------------------------------------------------------------------- | ---------------- | --------- |
| Товариство кінокритиків Денвера 2014              | Найкраща оригінальна пісня                                                   | "Ordinary Human" | Номінація |
| Heartland Film 2014                               | Кращий прорив року                                                           |                  | Перемога  |
| Голлівудська музика в медіа-нагородах (HMMA) 2014 | Альбом саундтреку                                                            |                  | Номінація |
| 41st People's Choice Awards                       | Улюблений драматичний фільм                                                  |                  | Номінація |
| Joey Awards 2014                                  | Молода акторка віком 9 років або молодша у головній ролі в художньому фільмі | Емма Тремблей    | Номінація |

## Цікаві факти
На 65 хвилині фільму Хранитель передає пам'ять Джонасу, щоб надати йому мужності та сил для виступу проти Старійшин. Серед спогадів є й сцена протесту перед кордоном внутрішніх військ на Хрещатику (1:04:44), вочевидь, під час подій Євромайдану.